# Bándl János
Bándl János (Kajmádpuszta, 1828. augusztus 2. – Kaposvár, 1881. június 1.) középiskolai igazgató-tanár.

## Élete
Mint honvéd részt vett a szabadságharcban; 1852-ben lett Baján főgimnáziumi tanár, 1866-tól 1879-ig igazgató; ekkor a bajai gimnáziumot a ciszterciek vették át és Bándit áthelyezték a kaposvári algimnáziumhoz, ahol a természetrajzot tanította.

## Munkái
- Bevezetés a jegeczisme elemeibe. Pest, 1852.
- A gerinczes állatok természetrajza. Pest, 1853.
- Rövid utmutatás a selyemtenyésztés kezelésére. Pest, 1856.
- Egy nő levelei. Pest, 1863.
- Szellemi csokrok. Tartott alkalmi beszédek és mondott felköszöntések alakjában kedves tanítványainak és jó barátainak nyujtja. Kaposvár, (1880.)

Szerkesztette az Alföldi Lapokat Baján 1866. január 1-jétől augusztus 30-áig.